# Loxaspilates unidiluta
Loxaspilates unidiluta är en fjärilsart som beskrevs av Inoue 1987. Loxaspilates unidiluta ingår i släktet Loxaspilates och familjen mätare. Inga underarter finns listade i Catalogue of Life.